# Jan Tadeusz Zyberg
Jan Tadeusz Zyberg (Sieberg zu Wischling, Syberg zu Wischling, Jan Syberg, Jan Syberk, Jan zu Wischling) herbu własnego (ur. ?, zm. 1806) – podkomorzy inflancki 1766–1775, konfederat barski, wojewoda inflancki 1775–1778, wojewoda brzeskolitewski, starosta bolnicki. Syn poprzedniego (1769–1775) wojewody inflanckiego, Józefata Zyberga.

## Życiorys
W 1764 roku był konsyliarzem powiatu wiłkomierskiego w konfederacji Wielkiego Księstwa Litewskiego.  Jako poseł na sejm elekcyjny był elektorem Stanisława Augusta Poniatowskiego z Księstwa Inflanckiego w 1764 roku.
Od 1778, konsyliarz Rady Nieustającej od 1784, członek konfederacji Andrzeja Mokronowskiego w 1776 roku. Konsyliarz Departamentu Policji Rady Nieustającej w 1788 roku. Podpisał konfederację generalną Sejmu Czteroletniego jako wojewoda brzeski litewski, konsyliarz z Senatu w konfederacji targowickiej.
Był członkiem konfederacji Sejmu Czteroletniego.  Figurował na liście posłów i senatorów posła rosyjskiego Jakowa Bułhakowa w 1792 roku, która zawierała zestawienie osób, na które Rosjanie mogą liczyć przy rekonfederacji i obaleniu dzieła 3 maja.
W 1776 odznaczony Orderem Świętego Stanisława, w 1778 odznaczony Orderem Orła Białego.